# Deluxe Music

Logo bis 30. Januar 2013

Logo bis 12. Februar 2019

Deluxe Music ist ein deutscher Fernsehsender mit Sitz in Landshut, der hauptsächlich Musikvideos für ein breites Publikum ausstrahlt.
Am 16. März 2012 übernahm die High View Fernsehbetriebs GmbH die Deluxe Television GmbH.
Im Zuge dessen wurde die Deluxe Television GmbH in Just Music Fernsehbetriebs GmbH umbenannt und der Firmensitz nach Landshut verlegt.
Im Kabelnetz ist der Sender über Pÿur, NetCologne, Telekom Entertain, Vodafone Kabel Deutschland und Vodafone West (vorher Unitymedia) zu empfangen, außerdem über DVB-T2 HD beim Anbieter Freenet TV.
Im Internet wird das Programm über IPTV bei mehreren Anbietern eingespeist, sowie als Internetfernsehen bei mehreren Streamingdiensten und auf der eigenen Website des Senders angeboten.

## Geschichte
Die Deluxe Television GmbH mit Sitz in Ismaning bei München wurde von den deutschen Medienunternehmern Markus Langemann und Cosmin-Gabriel Ene im Jahr 2004 gegründet. Deluxe Music wurde am 1. April 2005 zum ersten Mal ausgestrahlt. Das erste gespielte Musikvideo war The Best von Tina Turner.
Über Kabel und Satellit erreicht Deluxe Music derzeit technisch über 30 Millionen Haushalte in Europa, davon rund fünfzehn Millionen in Deutschland. Das Programm wurde zwischen dem 1. Oktober 2005 und dem 1. Mai 2006 auch in Nordamerika verbreitet.
Im März 2007 wurden News-Bits eingeführt, welche den Zuschauer mit Nachrichten versorgte. Ab Anfang 2008 übertrug Deluxe Music auch in Dolby Digital 5.1.
Im Bereich Pay-TV strahlte Deluxe Television insgesamt vier Sender aus. Die Sender Deluxe Rock, Deluxe Soul und Deluxe Groove wurden zum Beispiel im Pay-TV-Angebot von Telekom Entertain ausgestrahlt. Der Sender Deluxe Lounge HD wurde bei KabelBW und Vodafone TV ausgestrahlt. Deluxe Lounge HD zeigte Landschafts- und Naturaufnahmen mit Musik in den Bereichen Chillout/Lounge, in Dolby Digital 5.1.

Altes Logo von Deluxe Lounge HD

Logo von Deluxe Lounge HD

Die Deluxe Music Lounge war ein Paket mit den Sendern Deluxe Rock, Deluxe Soul und Deluxe Groove, das als kostenpflichtiges IPTV-Angebot verbreitet wurde. In Deutschland war die Deluxe Music Lounge unter anderem über O2 (Alice) und Vodafone empfangbar.
Deluxe Lounge HD war ein Pay-TV-Sender, der 24 Stunden lang ausschließlich Lounge-Musik in Zusammenspiel mit High-Definition-Naturbildern zeigte. Zugunsten von Deluxe Music HD wurde der Kanal Ende 2012 eingestellt. Infolge der Einstellung des Streaminganbieters Mobile2Morrow ist das Programm nicht mehr empfangbar.
Des Weiteren gibt es die Ableger Deluxe Radio und Deluxe Lounge Radio. Diese wurden im Kabelnetz von München, in Nordrhein-Westfalen sowie Baden-Württemberg und europaweit und digital über den Satelliten Astra verbreitet. Aktuell ist ein Empfang der Sender nur per Stream über das Internet oder eine entsprechende Mobile App für mobile Geräte möglich.
Im Januar 2010 verließ Mitgründer und Geschäftsführer Cosmin Ene das Unternehmen und gründete LaterPay, einen Internet-Payment-Provider. Im November desselben Jahres verließ auch der Gründer Markus Langemann die Geschäftsführung, zurück blieb Kate Lebedeff als alleinige Geschäftsführerin. Langemann blieb dem Unternehmen allerdings als Gesellschafter weiterhin erhalten.
2011 wurde die Zahl der Sendungen bei Deluxe Music auf 26 erhöht, die sich meist an Musikgenres orientieren. Neu sind unter anderem die Sendungen Deluxe Backbeats, Deluxe Soul, Made in Germany oder UK Sensations. Ebenso gibt es Sendungen mit redaktionellen Schwerpunkten wie Deluxe Art mit besonders anspruchsvollen Musikclips oder Deluxe Cinema mit Soundtracks. Weitere Sendereihen wie Konzerte und Musikdokumentationen sind geplant.

Logo von Deluxe Music HD bis 12. Februar 2019

Am 23. Januar 2012 stellte die Deluxe Television GmbH beim Amtsgericht München einen Insolvenzantrag.
Mitte März 2012 beendete der Kabelnetzbetreiber Vodafone Kabel Deutschland sowie Unitymedia die Ausstrahlung. Am 16. März 2012 wurde bekannt, dass der Sender mit High View Media einen neuen Eigentümer gefunden hat. Der Sender war vorerst weiterhin über Internet-Livestream, über die Kabelnetzbetreiber Kabel BW, NetCologne und Tele Columbus sowie über Satellit und über das IPTV-Angebot Telekom Entertain zu empfangen und wurde später auch bei Kabel Deutschland wieder aufgeschaltet.
Seit 17. Dezember 2012 ist Deluxe Music in HD über die kostenpflichtige Astra-Plattform HD+ empfangbar.
Seit 1. Januar 2013 sendet Deluxe Music nicht mehr in Dolby Digital, sondern nur noch in Stereo. Ende des Monats wurde das neue Screendesign eingeführt. Die SD-Version ist seit diesem Zeitpunkt mit der HD-Version verschmolzen.
Am 26. Februar 2013 nahm Unitymedia die HD-Variante des Senders ins Angebot auf. In der Schweiz ist Deluxe Music HD bei Swisscom auf dem ehemaligen Sendeplatz von Deluxe Lounge HD verfügbar.
Am 23. Dezember 2014 strahlte der Sender erstmals eine moderierte Sendung aus, die wöchentliche Sendung Update Deluxe mit Jennifer Weist, der Frontfrau der Band Jennifer Rostock. Zuvor wurden die Videoclips ausschließlich unkommentiert gesendet. Seit Dezember 2015 präsentiert Markus Kavka, der ehemalige Moderator von MTV Germany, die Sendereihe Kavka Deluxe mit persönlichen Geschichten zu ausgewählten Musikvideos.
In der Hbb-TV Plattform TV Plus kann man einen Schwestersender Deluxe Lounge HD empfangen.
Am 12. Februar 2019 führte Deluxe Music ein neues On-Air-Design und neues Senderlogo ein.

## Sendungen

### Aktuelle Sendungen
Das Programm von Deluxe Music wird vorwiegend unmoderiert gestaltet. Im Programm befinden sich zurzeit folgende Sendungen (Stand: 2023):
| Sendung                           | Beschreibung                                                                                          |
| --------------------------------- | --- |
| 80s Extreme                       | Musikvideos aus den 1980er Jahren                                                                     |
| Coffee & TV                       | Musikvideos am Wochenend-Morgen                                                                       |
| Countdown Deluxe                  | Musikvideos, sortiert in einer Hitliste zu einem übergeordneten Thema, moderiert von Anna Illenberger |
| Deluxe 2000                       | Musikvideos aus den 2000er-Jahren                                                                     |
| Dance Deluxe                      | Musikvideos aus dem Genre Dance                                                                       |
| Deluxe Top 25                     | Die besten 25 Songs der Deluxe-Redaktion mit Top 40                                                   |
| Deluxe Top 40                     | Die besten 40 angesagten Songs der Deluxe-Redaktion                                                   |
| Disco Deluxe                      | Sendung mit Mashups und DJ-Mixes                                                                      |
| DJ Night Deluxe by Kontor Records | Sendung mit DJ-Mixes                                                                                  |
| DLXM Session                      | Aufgezeichnete Livekonzerte einzelner Künstler                                                        |
| Good Night Deluxe                 | Eine Nacht voller Musikvideos                                                                         |
| HipHop Deluxe                     | Musikvideos aus dem Genre Hip-Hop und Rap                                                             |
| Party Deluxe                      | Party-Musikvideos aus verschiedenen Genres und Dekaden (ersetzt Hitshaker Deluxe)                     |
| Hits Only                         | Sendung mit den größten Hits                                                                          |
| Hot.Now.                          | Die aktuell besten Musikvideos                                                                        |
| Jukebox                           | Sendung mit den besten Hits und Musikwünschen der Zuschauer                                           |
| Ligaticker                        | Musikvideos mit den Liveergebnissen der Fußball-Bundesliga                                            |
| Made in Germany                   | Musikvideos aus Deutschland                                                                           |
| Make My Day                       | Musikvideos am Vormittag                                                                              |
| Morning Show                      | Musikvideos am Morgen                                                                                 |
| New Arrivals                      | Neue Musikvideos                                                                                      |
| Rock Antenne Deluxe               | Musikvideos aus dem Genre Rock                                                                        |
| Teufel Top 10                     | Die 10 aktuell angesagtesten Musikvideos mit Top 40                                                   |
| Update Deluxe                     | Aktuelle Themen aus der Musikwelt, moderiert von Markus Kavka oder Rola                               |
| US Top 25                         | Die 25 besten Musikvideos in USA                                                                      |
| Chefsessel                        | Musikvideos und Künstler                                                                              |
| Wild 90s                          | Musikvideos aus den 1990er Jahren                                                                     |

### Ehemalige oder pausierende Sendungen
- Almost Famous: Musikvideos von neuen Künstlern
- American: Musikvideos aus den USA
- Backbeats: Musikvideos aus den Genres R&B, Groove, HipHop, Urban, Soul und Club Sounds
- Back In Time: Musikvideos aus den 1960er, 1970er und 1980er Jahren
- Breakfast Club: Musikvideos am Morgen
- Brunch: Musikvideos aus dem Sonntagmorgen
- Best Of Genre: Musikvideos zu einem bestimmten Thema
- Deluxe Allstars: Musikvideos aller Zeiten
- Deluxe Art: Musikvideos mit künstlerischem Wert
- Deluxe Cinema: Sendung mit Filmsoundtracks
- Deluxe Essentials: Musikvideos aus verschiedenen Genres
- Deluxe Files: Dokumentationen zu bestimmten Künstlern/zu bestimmten Bands
- Deluxe Gold: Musikvideos aus Besten
- Deluxe Soul: Musikvideos aus dem Genre Soul
- Deluxe Style: Musikvideos zum Thema Mode und Schönheit
- Deluxe Tastemaker: Sendung mit Empfehlungen der Redaktion und neuen rare Musikvideos
- Dinner & Bar Tunes: Dinner-Musikvideos aus den Genres relaxter Pop und Jazz
- egoDeluxe: Indie-Musik abseits des Mainstreams
- Filtr Deluxe: Akustikkonzerte
- Friday Night Live: Sendung mit Konzerten bekannter Künstler
- Hitshaker Deluxe: Musikvideos am feinsten Drink
- iPlanet: Bilder aus der Natur in Zusammenspiel mit Loungemusik
- Kavka Deluxe: Drei Hits und Ereignisse aus der Musikwelt, moderiert von Markus Kavka
- Ladies Night: Entspannende Partysongs und romantische Balladen
- Love Lounge: Musikvideos zum Thema Liebe
- Morning Coffee: Musikvideos am Morgen
- Nightflight: Flüge über Großstädte unterlegt mit Loungemusik
- Number Ones: Sendung mit den erfolgreichsten Nummer-eins-Hits der Musikgeschichte
- Popcorner: Sendung, in denen zu den Musikvideos Fakten zum Künstler/der Band erscheinen
- Pure 90's: Musikvideos aus den 1990er Jahren
- Raumfeld Deluxe: Moderne und Edel Musikvideos
- Rock: Musikvideos aus Rock
- Soundtrack: Soundtracks aus Filmhits
- Stars And Stripes: Musikvideos von amerikanischen Künstlern
- UK Sensations: Musikvideos aus dem Vereinigten Königreich wie Ed Sheeran und mehr

## Zielgruppe
Hauptzielgruppe sind Personen zwischen 25 und 55 Jahren, die sich nicht oder nur teilweise mit den (meist auf ein jüngeres Publikum abzielenden) Programmen des Musikvideosenders MTV identifizieren. Eine ähnliche Zielgruppe hatte in den 1990er-Jahren VH-1 Deutschland. Viele der aktuellen Sendungen zeigen mehr Musikvideos innerhalb des Mainstreams, was das Programm für ein breiteres und jüngeres Publikum zugänglicher machte und den Erfolg deutlich steigerte.

## Weitere Spartensender
Der Sender kündigte für 2005 und 2006 die Ausstrahlung von zwei weiteren Musikvideosendern an. Vorgesehen waren ein Sender für elektronische Musik (Deluxe Nova) und ein Klassikkanal (Deluxe Classic). Beide Sender wurden bisher nicht gestartet und ein offizieller Starttermin wurde nicht bekannt. Unterdessen plante das Unternehmen Deluxe Television weitere Kanäle. Es wurden vor der Insolvenz sechs weitere Lizenzanträge gestellt, die bereits von der zuständigen Medienanstalt und der KEK genehmigt wurden. Seit 6. Dezember 2020 sendet der Ableger Schlager Deluxe. Am 25. Januar 2023 kamen die Programme Deluxe Dance by Kontor, Deluxe Flashback, Deluxe Rap und Deluxe Rock dazu. Am 30. Oktober 2023 kam Deluxe Lounge dazu. Alle Sender sind über den Satelliten Astra 19.2° Ost frei empfangbar.
Am 30. September 2024 wurde der Sendebetrieb von Deluxe Flashback und Deluxe Rock komplett eingestellt. Seit dem 1. Oktober 2024 ist Deluxe Lounge nicht mehr über Satellit empfangbar.

## Empfangsdaten
Der Hauptsender, Schlager Deluxe und die seit 2023 bestehenden Spartensender sind zumindest über die Astra-Satelliten auf 19,2° Ost empfangbar. Für Deluxe Music und Schlager Deluxe existieren weitere Empfangswege über DVB-C und IPTV.
|                     | SD-Programm          | Schlager Deluxe      | SD Ableger seit 2025 | HD-Programm             | HD Ableger              | HD Ableger              | HD-Programm               |
| ------------------- | -------------------- | -------------------- | -------------------- | ----------------------- | ----------------------- | ----------------------- | ------------------------- |
| Satellit            | Astra 1N (19,2° Ost) | Astra 1P (19,2° Ost) | Astra 1N (19,2°)     | Astra 1P (19,2° Ost)    | Astra 1N (19,2° Ost)    | Astra 1N (19,2° Ost)    | Eutelsat 9B Wide (9° Ost) |
| Transponder         | 87                   | 63                   | 85                   | 55                      | 114                     | 116                     | E16                       |
| Frequenz (MHz)      | 12148                | 10921                | 12110                | 10803                   | 12640                   | 12669                   | 12015                     |
| Polarisation        | horizontal           | horizontal           | horizontal           | horizontal              | vertikal                | vertikal                | horizontal                |
| Symbolrate (Symb/s) | 27500                | 22000                | 27500                | 22000                   | 23500                   | 23500                   | 27500                     |
| FEC                 | 3/4                  | 7/8                  | 3/4                  | 3/4                     | 3/4                     | 3/4                     | 2/3                       |
| Modulation          | DVB-S QPSK           | DVB-S QPSK           | DVB-S QPSK           | DVB-S2 8PSK             | DVB-S2 8PSK             | DVB-S2 8PSK             | DVB-S2 8PSK               |
| Verschlüsselung     | keine                | keine                | keine                | Nagravision, Videoguard | Nagravision, Videoguard | Nagravision, Videoguard | Conax, Videoguard         |

Daneben existiert eine nicht zum Direktempfang gedachte verschlüsselte HD-Version auf Eutelsat 9B.

## Deluxe Radiokanäle

Logo der Deluxe-Radiokanäle bis 12. Februar 2019

### Aktuelle Radiokanäle
- Deluxe Radio: Popmusik
- Deluxe Lounge Radio: Hauptsächlich Loungemusik und eigener Videokanal über die Homepage
- Deluxe Easy: Jazz
- Das Fernsehprogramm ist zudem als Deluxe Music Radio empfangbar.

### Ehemalige Radiokanäle
- Disco Deluxe: Mashups der Sendung „Disco Deluxe“
- 80s Extreme: Musik aus den 1980er Jahren
- Dinner & Bar Tunes: Relaxter Pop und Jazz
- Deluxe Rock: Hauptsächlich Rockmusik
- Deluxe Gold: Große Hits der Musikgeschichte
- Deluxe 2000: Pop-Musik der 2000er[41]
- Schlager Deluxe: Deutscher Schlager

Alle Radiokanäle waren per Mobile App empfangbar. In der nur kurz verfügbaren Windows-Phone-App waren alle Kanäle kostenpflichtig. Für iOS und Android (ab Ende 2016) sind Deluxe Radio, Deluxe Music Radio und Deluxe Lounge TV (VoD) kostenfrei gewesen. Die Apps wurden allerdings 2025 aus den Stores entfernt und die Streams eingestellt.